# 四堡镇
四堡乡，是中华人民共和国福建省龙岩市连城县下辖的一个乡镇级行政单位。

## 行政区划
四堡乡下辖以下地区：
黄坑村、上枧村、双泉村、雾阁村、田茶村、团结村、四桥村和中南村。

## 中国传统村落
- 2012年12月，务阁村获评第一批“中国传统村落”。
- 2013年8月，中南村被评为第二批中国传统村落。